# Goldene Leinwand
Le Goldene Leinwand, ou Golden Screen en anglais, Ecran d'or en français, est une récompense allemande de cinéma pour les films ayant réalisé un box-office exceptionnel, soit de plus de 3 millions de spectateurs.
Depuis 1964, il résulte de l'union du Deutscher Filmtheater et du Filmecho/Filmwoche. Cette récompense est remise à des films documentaires, de jeunesse, de fiction, etc.

## Catégories
Il existe plusieurs catégories :
- Écran d'or (Goldene Leinwand / Golden Screen)[1],[n 1]
- Écran d'or avec 1 étoile (Goldene Leinwand mit 1 Stern / Golden Screen with 1 Star)[1],[n 2]
- Écran d'or avec 2 étoiles (Goldene Leinwand mit 2 Sternen / Golden Screen with 2 Stars)[1],[n 3]
- Écran d'or avec 3 étoiles (Goldene Leinwand mit 3 Sternen / Golden Screen with 3 Stars)[1],[n 4]
- Écran d'or éditions spéciales (Goldene Leinwand Sonderausgaben / Golden Screen special editions)[2],[n 5]
- Goldene Leinwand mit Stern und Brillanten, pour une série de six films ayant cumulé 30 millions d'entrées en 18 mois
- Goldene Leinwand für besondere Verdienste, une récompense d'honneur
- Goldene Leinwand Pin, Honorary Golden Screen As Pin

## Films récompensés

### Écran d'or

#### Écran d'or 1970
- Un amour de Coccinelle (The Love Bug)

#### Écran d'or 1976
- Les Dents de la mer de Steven Spielberg[3]

#### Écran d'or 1977
- La Grande Vadrouille de Gérard Oury[4]

#### Écran d'or 1979
- Superman

#### Écran d'or 1985
- Cannonball 2 (Cannonball Run II)[5]
- Indiana Jones et le Temple maudit (Indiana Jones and the Temple of Doom)

#### Écran d'or 1986
- Rambo II : La Mission[6]

#### Écran d'or 1987
- Top Gun

#### Écran d'or 1989
- Qui veut la peau de Roger Rabbit ? (Who Framed Roger Rabbit)

#### Écran d'or 1990
- Indiana Jones et la Dernière Croisade (Indiana Jones and the Last Crusade)
- Pretty Woman

#### Écran d'or 1993
- Jurassic Park
- Sister Act

#### Écran d'or 1995
- Une journée en enfer (Die Hard with a Vengeance)

#### Écran d'or 1996
- Mission : Impossible (Mission: Impossible)

#### Écran d'or 1997
- Le Monde perdu : Jurassic Park (The Lost World: Jurassic Park)[7]  de Steven Spielberg
- Men in Black

#### Écran d'or 1998
- Armageddon
- Deep Impact

#### Écran d'or 1999
- Ennemi d'État (Enemy of the State)

#### Écran d'or 2000
- Mission impossible 2 (Mission: Impossible II)
- Scary Movie

#### Écran d'or 2001
- Mon beau-père et moi (Meet the Parents)
- Pearl Harbor
- Seul au monde (Cast Away)

#### Écran d'or 2008
- Un jour sur Terre, documentaire d'Alastair Fothergill et Mark Linfield[8]

### Écran d'or avec 1 étoile

#### Écran d'or avec 1 étoile 1991
- Pretty Woman

#### Écran d'or avec 1 étoile 1993
- Jurassic Park

#### Écran d'or avec 1 étoile 1997
- Men in Black

### Écran d'or avec 2 étoiles

#### Écran d'or avec 2 étoiles 1994
- Jurassic Park de Steven Spielberg[9]

### Écran d'or éditions spéciales

#### Écran d'or éditions spéciales 1998
- Titanic de James Cameron, pour 15 millions d'entrées[10].

#### Écran d'or éditions spéciales 1999
- Titanic de James Cameron, pour 18 millions d'entrées[10].hopla